# Томаш Седлачек
Томаш Седлачек (чеськ. Tomáš Sedláček; нар. 23 січня 1977, Роудниці-над-Лабем, Чехія) — чеський економіст, теоретик, дослідник і викладач, провідний макроекономіст Чехословацького торговельного банку, колишній радник з економічних питань Вацлава Гавела (2001—2003). Один з п'яти найкращих економістів за версією Єльського економічного журналу (2006) й автор бестселера «Економіка добра і зла».

## Життєпис
Народився у чеському місті Роудніце-над-Лабем. У дитинстві п'ять років прожив у Фінляндії, після чого ще чотири в Данії, де його батько працював директором Czech Airlines.
У 24-річному віці під час навчання у Карловому університеті став економічним радником президента Вацлава Гавела, пропрацювавши на нього до 2003 року. У січні 2004 року став радником колишнього міністра фінансів Чехії Богуслава Соботка. Залишив роботу 2006 року.
Входить до знакових міжнародних чеських організацій, як-от Всесвітній економічний форум (WEF), консультативна група Європейської комісії. Був членом Національної економічної ради (NERV).
Читає лекції з філософії та економіки у Карловому університеті, є одним із популярних лекторів та полемістів багатьох світових конференцій, форумів та університетів.

## Творчість
У 2011 році у Видавництві Оксфордського університету видав книжку «Економіка добра і зла». У своїй праці Седлачек описує економіку як культурний феномен, тісно пов'язаний з філософією, міфологією, релігією, антропологією, мистецтвом. Досліджуючи, як змінювалися погляди людини на світ з економічної точки зору, звертається до стародавніх культур й джерел, щоб окреслити, які переконання й цінності закладені в основу сучасної економіки.
У 2009 році книжка здобула Wald Press Award, а у 2012 році на Франкфуртському книжковому ярмарку була відзначена Deutscher Wirtschaftsbuchpreis.

## Українські переклади
- Економіка добра і зла / Томаш Седлачек ; пер. з чес. Тетяни Окопної. — Львів : Видавництво Старого Лева, 2017. — 520 с. — ISBN 978-617-679-244-4[6].